# Arthur Gore
För andra betydelser, se Arthur Gore (olika betydelser).

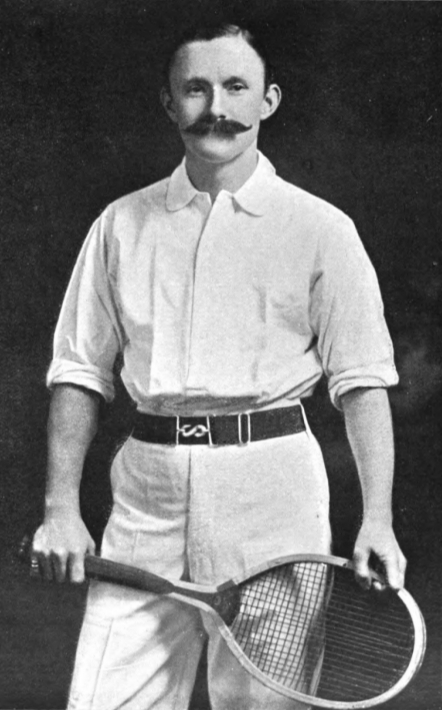
Arthur Gore.

Arthur William Charles Wentworth Gore, född 2 januari 1868 i Lyndhurst, Hampshire, död 1 december 1928 i Kensington, London, var en brittisk tennisspelare. Gore är en av de mest framgångsrika engelska tennisspelarna med tre singeltitlar i Wimbledonmästerskapen. Han och Fred Perry är de enda engelska manliga tennisspelarna efter 1909 som vunnit herrsingeltiteln i den turneringen. Gore är också den manlige spelare som vunnit flest matcher i Wimbledon, under sina 39 år som aktiv tävlingsspelare vann han 121 matcher. 
Gore upptogs 2006 i International Tennis Hall of Fame.

## Tenniskarriären
Som singelspelare i Wimbledon deltog Gore i tio finaler ("All Comers Round" alternativt  "Challenge Round") perioden 1899-1912. Han besegrades i sju av dessa av Reginald Doherty (1899), Sidney Smith (1900), Laurie Doherty (1902), Frank Riseley (1906), Norman Brookes (1907) och Anthony Wilding (1910, 1912). År 1901 vann Gore sin första singeltitel i mästerskapen då han i finalen "Challenge Round" besegrade titelförsvararen Reginald Doherty med 4-6, 7-5, 6-4, 6-4. Sin andra singeltitel i mästerskapen vann Gore 1908 genom att i "All Comers Final" besegra Herbert Roper Barrett. Det föregående årets segrare, Brookes, ställde inte upp för att försvara sin titel. Året därpå, 1909, blev Gore i en ålder av 41 år, den äldsta tennisspelaren någonsin som vunnit singeltiteln i Wimbledon. Han besegrade då Josiah Ritchie från London med siffrorna 6-8, 1-6, 6-2, 6-2, 6-2. Året före sin död (1927, vid 59 års ålder) deltog Gore sista gången i Wimbledonmästerskapen.
Redan 1889 nådde Arthur Gore tillsammans med G. Mewburn ända till All Comers Final i dubbel i Wimbledon, en final som han förlorade. Han deltog sedan i ytterligare i fem dubbelfinaler, den sista 1910. Han vann dubbeltiteln tillsammans med Herbert Roper Barrett 1909. 
Vid OS i London 1908 vann Arthur Gore guld i singel och dubbel inomhus. Gore deltog tillsammans md Herbert Roper Barrett och Ernest Black i Storbritanniens allra första Davis Cup-lag som 1900 förlorade mot USA. Han var också med i laget 1907 och 1912.

## Spelaren och personen
Arthur Gore har beskrivits som en hårt arbetande affärsman som spelade tennis som avkoppling. Han var mycket vältränad och snabb. Som främsta vapen hade han en "våldsam" forehanddrive.

## Titlar iWimbledonmästerskapen
- Singel - 1901, 1908, 1909
- Dubbel - 1909